# European Committee for Electrotechnical Standardization
CENELEC (Fransk: Comité Européen de Normalisation Électrotechnique; eng. European Committee for Electrotechnical Standardization) er ansvarlig for europæisk standardisering indenfor området elektroteknik. Sammen med ETSI (telekommunikation) og CEN (andre tekniske områder), udgør det det europæiske system for teknisk standardisering. Standarder harmoniseres af disse etater bliver jævnligt adopteret i mange lande udenfor Europa, som følger europæiske tekniske standarder.
Selvom CENELEC arbejder tæt med den Europæiske Union, er den ikke en EU institution.
CENELEC blev grundlagt i 1973. Før det var der to organisationer som var ansvarlige for elektrotekniske standardisering: CENELCOM og CENEL. CENELEC er en almennyttig organisation under belgisk lov, baseret i Bruxelles. Medlemmerne er de nationale elektrotekniske standardiseringsetater fra de fleste europæiske lande.
De nuværende (ca. 2012) medlemmer af CENELEC er: Østrig, Belgien, Bulgarien, Kroatien, Cypern, Tjekkiske Republik, Danmark, Estland, Finland, Frankrig, Tyskland, Grækenland, Ungarn, Island, Irland, Italien, Letland, Litauen, Luxembourg, Malta, Holland, Norge, Polen, Portugal, Rumænien, Spanien, Slovakiet, Slovenien, Sverige, Schweiz, Tyrkiet og Storbritannien.
Albanien, Belarus, Bosnien/Herzegovina, Georgien, Libyen, Israel, Makedonien, Morokko, Serbien, Montenegro, Tunesien og Ukraine er i øjeblikket (ca. 2012) "affilierede medlemmer" med muligheden for senere at blive fulde medlemmer.
CENELEC har samarbejdsaftaler med: Canada, PRChina, Sydkorea, Japan, uformelle samarbejdsaftaler med USA og igangværende samtaler vedrørende samarbejdsaftaler med Rusland.